# Gibbotettix emeiensis
Gibbotettix emeiensis är en insektsart som beskrevs av Zheng, Z. 1992. Gibbotettix emeiensis ingår i släktet Gibbotettix och familjen torngräshoppor. Inga underarter finns listade i Catalogue of Life.